# The Da Vinci Treasure
The Da Vinci Treasure è un film giallo del 2006, prodotto da The Asylum e diretto da Peter Mervis.
Distribuito in direct-to-video, il film è un mockbuster del film Il codice da Vinci, e i due film vennero distribuiti nello stesso mese.

## Trama
Il film è incentrato su Michael Archer, un antropologo che scopre involontariamente una serie di indizi all'interno delle opere di Leonardo da Vinci. Archer, convinto dell'autenticità degli indizi, si propone di localizzare il tesoro in giro per il mondo, seguendo ogni indizio. Col passare del tempo, Archer si rende conto che non è solo lui nella ricerca del tesoro, ma anche altri uomini, che tentano di ucciderlo.

## Budget
Il budget del film fu di circa 850.000 dollari.